# Makundapur
Makundapur é uma vila no distrito de Ganjam, no estado indiano de Orissa.

## Demografia
Segundo o censo de 2001, Makundapur tinha uma população de 4974 habitantes. Os indivíduos do sexo masculino constituem 51% da população e os do sexo feminino 49%. Makundapur tem uma taxa de literacia de 71%, superior à média nacional de 59.5%: a literacia no sexo masculino é de 81% e no sexo feminino é de 60%. Em Makundapur, 12% da população está abaixo dos 6 anos de idade.